# Theta Muscae
Theta Muscae (θ Muscae / θ Mus) è una stella visibile nella costellazione della Mosca di magnitudine +5,50. Dista circa 7500 al dal Sole. La designazione di Bayer fu data a questa stella dall'astronomo ed esploratore francese Nicolas Louis de Lacaille nel 1756, durante il suo lavoro di catalogazione delle stelle più meridionali del cielo.

## Osservazione
Avendo una declinazione fortemente australe (65° S) è visibile soprattutto dalle regioni dell'emisfero sud, ove si presenta circumpolare anche dalle regioni temperate; dall'emisfero nord la sua visibilità è invece limitata alle regioni tropicali, comunque non più a nord della latitudine 25° N. Avendo magnitudine +5,50 può essere scorta solo con un cielo sufficientemente libero dagli effetti dell'inquinamento luminoso.  Il periodo migliore per la sua osservazione nel cielo serale ricade nei mesi compresi fra fine marzo e agosto; nell'emisfero sud è visibile anche verso l'inizio della primavera, grazie alla declinazione australe della stella, mentre nell'emisfero nord può essere osservata in particolare durante i mesi tardo-primaverili boreali.

## Caratteristiche fisiche

Theta Muscae si staglia sullo sfondo della Via Lattea.

Un piccolo telescopio è sufficiente a risolvere la stella in due componenti, la più brillante di colore blu e l'altra di colore bianco-blu e di magnitudine 7,3. Le due componenti distano fra loro 5,3 ''. Si tratta tuttavia di una binaria ottica: le due componenti non sono fisicamente legate fra loro e solo casualmente si trovano sulla stessa linea di vista.
La principale della binaria ottica è a sua volta una stella tripla. Due componenti sono risolvibili solo mediante i telescopi più potenti, trovandosi a una distanza di 46 mas, corrispondenti, se il sistema dista 7500 al, a circa 100 UA. Compiono un'orbita l'una intorno all'altra in 19,14 giorni. Una delle componenti è una supergigante blu di classe spettrale O9,5/B0Iab, mentre l'altra componente è a sua volta una binaria spettroscopica formata da una stella blu di sequenza principale di classe O5-6 e da una stella di Wolf-Rayet di classe WC5-6. La Wolf-Rayet e la stella blu di sequenza principale sono molto vicine, forse 70 milioni di km.
Le stelle di Wolf-Rayet sono stelle molto evolute discendenti da stelle massicce (almeno 20 M⊙ alla loro nascita), che hanno perso il loro involucro di idrogeno a causa dei venti stellari molto intensi da esse emanati, che causano ingenti perdite di massa. La perdita dell'involucro di idrogeno lascia scoperto il nucleo ricco, inizialmente di azoto e poi, dopo l'innesco del processo tre alfa, di carbonio e ossigeno. La Wolf-Rayet di θ Muscae si trova in quest'ultimo stadio, come segnalato dalla "C" presente nella sua classe spettrale, che sta per "carbonio". Le Wolf-Rayet sono molto rare (finora ne sono state scoperte solo 500 nella Via Lattea) e quella di θ Muscae costituisce la seconda più brillante stella di questo tipo del cielo notturno terrestre dopo quella di γ Velorum.
Tutte e tre le stelle del sistema sono molto luminose. La loro luminosità combinata si aggira probabilmente intorno al milione di L☉. I venti stellari della Wolf-Rayet e quelli delle altre due componenti sono così potenti che formano un'onda d'urto quando si scontrano fra loro, producendo l'emissione di raggi X.
La nebulosa a emissione che circonda il sistema potrebbe non essere prodotta dalla Wolf-Rayet ma trattarsi invece di un resto di supernova.